# 509 Skrzydło Bombowe
509 Skrzydło Bombowe (ang. 509th Bomb Wing – związek taktyczny Sił Powietrznych Stanów Zjednoczonych.
W 2015, wchodzące w skład  8 Armii Lotniczej, 509 Skrzydło Bombowe posiadało 8 samolotów B-2A w 13 dywizjonie bombowym, 8 samolotów w 393 dywizjonie bombowym.

## Struktura organizacyjna
W roku 2015:
- dowództwo skrzydła w bazie Whiteman Air Force Base w stanie Missouri
- 13 dywizjon bombowy
- 393 dywizjon bombowy
- 11 dywizjon szkolny
- jednostki wsparcia